# Wszystko to czego nie da się powiedzieć
Wszystko to czego nie da się powiedzieć – czwarty album studyjny polskiej piosenkarki Kasi Moś. Wydawnictwo ukazało się 15 listopada 2024 wydaniem własnym w dystrybucji Polskie Radio.
Album jest utrzymany w stylu muzyki pop. Składa się z wersji standardowej (1 CD) i płyty analogowej (1 LP).
Płyta zadebiutowała na 85. miejscu polskiej listy sprzedaży – OLiS.
Nagrania były promowane singlami: „Wild Eyes”, „Mimi”, „Dobre moce”, „Bezdźwięcznie”, „Femme Fatale”,  „Zapomnij”, „Miód”, „Listek” i „Płynę”.

## Lista utworów
Opracowano na podstawie materiału źródłowego.
| Wszystko to czego nie da się powiedzieć – Wersja standardowa | Wszystko to czego nie da się powiedzieć – Wersja standardowa    | Wszystko to czego nie da się powiedzieć – Wersja standardowa         | Wszystko to czego nie da się powiedzieć – Wersja standardowa        | Wszystko to czego nie da się powiedzieć – Wersja standardowa |
| Nr                                                           | Tytuł utworu                                                    | Słowa                                                                | Muzyka                                                              | Długość                                                      |
| ------------------------------------------------------------ | --------------------------------------------------------------- | -------------------------------------------------------------------- | ------------------------------------------------------------------- | ------------------------------------------------------------ |
| 1.                                                           | „Mimi”                                                          | Katarzyna Moś                                                        | Katarzyna Moś, Magdalena Adamiak                                    | 3:59                                                         |
| 2.                                                           | „Bezdźwięcznie”                                                 | Mateusz Krautwurst                                                   | Mateusz Krautwurst                                                  | 3:54                                                         |
| 3.                                                           | „Zapomnij” (oraz Leszek Możdżer)                                | Mateusz Krautwurst                                                   | Mateusz Krautwurst                                                  | 4:15                                                         |
| 4.                                                           | „Wild Eyes” (gościnnie: Norma John)                             | Rickard Bonde Truumeel, Lilly Ahlberg                                | Rickard Bonde Truumeel, Lilly Ahlberg, Lasse Piirainen, Mateusz Moś | 3:41                                                         |
| 5.                                                           | „Femme Fatale” (gościnnie: Jarecki, Mateusz Krautwurst i Kasta) | Mateusz Krautwurst, Paulina Przybysz, Jarosław Kubów, Waldemar Kasta | Mateusz Krautwurst, Tomasz Znyk                                     | 3:52                                                         |
| 6.                                                           | „Miód”                                                          | Mateusz Krautwurst                                                   | Mateusz Krautwurst                                                  | 3:16                                                         |
| 7.                                                           | „Dobre moce” (oraz Jarecki)                                     | Mateusz Krautwurst, Marcin Śmiałek                                   | Mateusz Krautwurst, Marcin Śmiałek, Jarosław Kubów                  | 2:53                                                         |
| 8.                                                           | „Kto?” (gościnnie: VNM)                                         | Mateusz Krautwurst, Tomasz Lewandowski                               | Mateusz Krautwurst                                                  | 2:57                                                         |
| 9.                                                           | „Płynę” (gościnnie: Wojtek Urbański i Orkiestra Aukso)          | Monika Wydrzyńska                                                    | Katarzyna Moś, Wojciech Urbański, Krzysztof Falkowski               | 3:57                                                         |
| 10.                                                          | „Listek”                                                        | Adam Asnyk                                                           | Mateusz Moś                                                         | 2:39                                                         |
| 11.                                                          | „Dziś nie ma takiej wiosny” (gościnnie: Orkiestra Aukso; live)  | Adam Asnyk                                                           | Katarzyna Moś, Mateusz Moś, Rickard Bonde Truumeel, Peter Barringer | 3:18                                                         |
| 12.                                                          | „Dziwna okolica” (oraz Marek Dyjak i Orkiestra Aukso; live)     | Ewa Andrzejewska                                                     | Marek Dyjak                                                         | 4:51                                                         |
| 13.                                                          | „Zapomnij” (gościnnie: Orkiestra Aukso; live)                   | Mateusz Krautwurst                                                   | Mateusz Krautwurst                                                  | 5:00                                                         |
|                                                              |                                                                 |                                                                      |                                                                     | 48:32                                                        |

Uwagi:
- „Listek”: wiersz autorstwa Adama Asnyka pt. Zwiędły listek.
- „Dziś nie ma takiej wiosny”: wiersze autorstwa Adama Asnyka pt. Choć pól i łąk i Za moich młodych lat.

## Promocja

### Wszystko to czego nie da się powiedzieć Tour
Opracowano na podstawie materiału źródłowego.
| Data                | Miejscowość       | Obiekt                |
| ------------------- | ----------------- | --------------------- |
| 28 lutego 2025      | Poznań            | Aula Artis            |
| 2 marca 2025        | Wrocław           | Impart Centrum        |
| 13 marca 2025       | Warszawa          | Scena Relax           |
| 15 marca 2025       | Kraków            | NCK                   |
| 22 marca 2025       | Zielona Góra      | Centrum Nauki Keplera |
| 12 kwietnia 2025    | Kostrzyn nad Odrą | KCK                   |
| 2 sierpnia 2025     | Reszel            | Dziedziniec           |
| 3 października 2025 | Zielonka          | OKiS                  |
| 4 października 2025 | Lublin            | Centrum Kongresowe UP |
| 9 listopada 2025    | Bielsko-Biała     | BCK                   |
| 23 listopada 2025   | Kraków            | Kino „Kijów”          |
| 27 grudnia 2025     | Łódź              | Teatr Muzyczny        |
| 17 stycznia 2026    | Szczecin          | Nowa Dekadencja SCK   |
| 21 stycznia 2026    | Poznań            | Aula Artis            |
| 24 stycznia 2026    | Katowice          | Miasto Ogrodów        |
| 31 stycznia 2026    | Gdańsk            | Stary Maneż           |

## Pozycje na listach sprzedaży

### Pozycje na listach tygodniowych
| Kraj   | Lista (2024)            | Najwyższa pozycja |
| ------ | ----------------------- | ----------------- |
| Polska | OLiS – albumy           | 85                |
| Polska | OLiS – albumy fizycznie | 27                |